# Cupa CSI

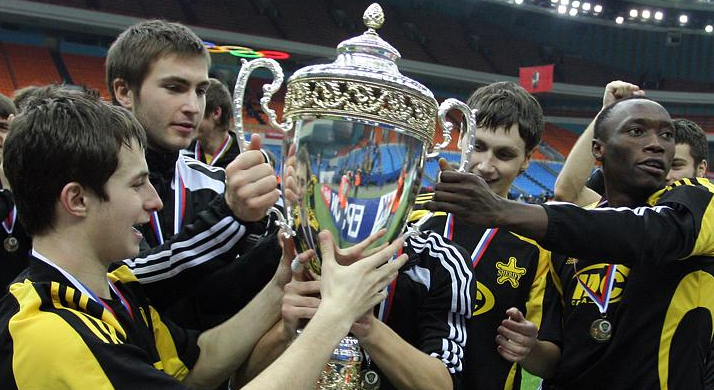
Sheriff Tiraspol, câștigătoarea Cupei CSI 2009

Cupa CSI — este un turneu fotbalistic pentru campioanele statelor fostei URSS. Prima ediție a avut loc în ianuarie 1993. 
Competiția se petrece anual, inițial se planifica ca turneul să se organizeze în toate statele ex-Sovietice, dar din 1993 pînă în 2007 el a avut loc la Moscova, iar în 2008 a avut loc în Sankt Petersburg.
Începând cu anul 2012 la turneu nu mai participă echipe de club ci Echipele naționale de tineret a statelor din CSI. Așa cum nu toate statele din CSI au fost de acord să participe, au acceptat invitația doar 11 state în calitate de oaspete pentru a avea un număr par de echipe a fost invitată Naționala de tineret a Iranului.

## Istorie
În iulie 1992 la un consiliu al Federațiilor de Fotbal din statele ex-Sovietice s-a înaintat ideea formării unei competiții ce ar uni fotbalul din toate cele 15 republici. Turneul a luat viață un an mai tîrziu pe 25 ianuarie, de atunci perioada desfășurării lui nu s-a mai schimbat. Au fost propuneri de a organiza competiția vara pentru a juca pe gazon natural, dar vara echipile și așa au un calendar foarte dens, de aceea s-a convenit să nu se facă nici o modificare: turneul se organizează iarna în a doua jumătate a lunii ianuarie. La Cupa CSI frecvent vin nu numai președinții de federații din cele 15 state ci și președinții UEFA și FIFA.

În primele 2 ediții la Cupa CSI nu a participat Campiona Ucrainei și numai din 1995 turneul se desfășoară în plină componență.

## Finalele Cupei CSI
| Anul | Campiona CSI       | Finalistă          | Scor             | Stadion                                                 |
| ---- | ------------------ | ------------------ | ---------------- | ------------------------------------------------------- |
| 1993 | Spartak Moscova    | Dinamo-93          | 8-0              | Moscova, Stadion CSKA, 5000 Spectatori.                 |
| 1994 | Spartak Moscova    | Neftchi Fergana    | 7-0              | Moscova, Stadionul Olimpic, 18000 Spectatori.           |
| 1995 | Spartak Moscova    | Dinamo Tbilisi     | 5-1              | Moscova, Stadion CSKA, 4500 Spectatori.                 |
| 1996 | Dinamo Kiev        | Alania Vladikavkaz | 1-0              | Moscova, Stadion CSKA, 4500 Spectatori.                 |
| 1997 | Dinamo Kiev        | Spartak Moscova    | 3-2              | Moscova, Stadion CSKA, 5000 Spectatori.                 |
| 1998 | Dinamo Kiev        | Spartak Moscova    | 1-0              | Moscova, Stadion CSKA, 4500 Spectatori.                 |
| 1999 | Spartak Moscova    | Dinamo Kiev        | 2-1              | Moscova, Stadionul Olimpic, 14000 Spectatori.           |
| 2000 | Spartak Moscova    | Zimbru Chișinău    | 3-0              | Moscova, Stadionul Olimpic, 16000 Spectatori.           |
| 2001 | Spartak Moscova    | Skonto Riga        | 2-1 (prelungiri) | Moscova, Stadionul Olimpic, 25000 Spectatori.           |
| 2002 | Dinamo Kiev        | Spartak Moscova    | 4-3              | Moscova, Stadionul Olimpic, 27000 Spectatori.           |
| 2003 | Sheriff Tiraspol   | Skonto Riga        | 2-1              | Moscova, Stadionul Olimpic, 2000 Spectatori.            |
| 2004 | Dinamo Tbilisi     | Skonto Riga        | 3-1              | Moscova, Stadionul Olimpic, 4000 Spectatori.            |
| 2005 | Lokomotiv Moscova  | Neftchi Baku       | 2-1              | Moscova, Stadion Dinamo, 2000 Spectatori.               |
| 2006 | Neftchi Baku       | FBK Kaunas         | 4-2              | Moscova, Stadionul Olimpic, 6200 Spectatori.            |
| 2007 | Pakhtakor Tashkent | FK Ventspils       | 0-0, pen. 9-8    | Moscova, Stadionul Olimpic, 10000 Spectatori.           |
| 2008 | Khazar Lankaran    | Pakhtakor Tashkent | 4-3              | Sankt Petersburg, Stadionul Peterburg, 6000 Spectatori. |
| 2009 | Sheriff Tiraspol   | FC Aktobe          | 1-1, pen. 5-4    | Moscova, Stadionul Olimpic, 3700 Spectatori.            |
| 2010 | Rubin Kazan        | FC Aktobe          | 5-2              | Moscova, Stadionul Olimpic                              |
| 2011 | Inter Baku         | Șahtior Soligorsk  | 0-0, pen. 6-5    | Sankt Petersburg, Complexul Petersburg, 2000 Spectatori |
| 2012 | Rusia U-21         | Belarus U-19       | 2:0              | Sankt Petersburg, Complexul Petersburg, 3000 Spectatori |

## Performanțe după echipă
| Echipa               | Titluri                                | Finalistă            |
| -------------------- | -------------------------------------- | -------------------- |
| Spartak Moscova      | 6 (1993, 1994, 1995, 1999, 2000, 2001) | 3 (1997, 1998, 2002) |
| Dinamo Kiev          | 4 (1996, 1997, 1998, 2002)             | 1 (1999)             |
| Rusia                | 2 (2012, 2013)                         |                      |
| Sheriff Tiraspol     | 2 (2003, 2009)                         |                      |
| Dinamo Tbilisi       | 1 (2004)                               | 1 (1995)             |
| Neftchi Baku         | 1 (2006)                               | 1 (2005)             |
| Pahtakor Tașkent     | 1 (2007)                               | 1 (2008)             |
| Lokomotiv Moscova    | 1 (2005)                               |                      |
| Khazar Lenkoran      | 1 (2008)                               |                      |
| Rubin Kazan          | 1 (2010)                               |                      |
| Inter Baku           | 1 (2011)                               |                      |
| Skonto Riga          |                                        | 3 (2001, 2003, 2004) |
| Aktobe               |                                        | 2 (2009, 2010)       |
| FBK Kaunas           |                                        | 1 (2006)             |
| FC Dinamo-93 Minsk   |                                        | 1 (1993)             |
| FK Neftchi Fergana   |                                        | 1 (1994)             |
| Alania Vladikavkaz   |                                        | 1 (1996)             |
| Zimbru Chișinău      |                                        | 1 (2000)             |
| FK Ventspils         |                                        | 1 (2007)             |
| FC Șahtior Soligorsk |                                        | 1 (2011)             |
| Belarus              |                                        | 1 (2012)             |
| Ucraina              |                                        | 1 (2013)             |

### Alte echipe ce au ajuns în semifinale
- Köpetdag Așgabat - 1994, 1997, 1998, 2001.
- BATE Borisov - 2000, 2008.
- PFC CSKA Moscova - 2006, 2007.
- Ekranas Panevejis - 1993, 2010.
- Șahtior Donețk - 1995.
- Slavia Mozîr - 2001.
- HTTU Așgabat - 2010.
- Zenit St. Petersburg - 2011.

## Performanță după țară
| Țara       | Titluri | Finaliste |
| ---------- | ------- | --------- |
| Rusia      | 9       | 4         |
| Ucraina    | 4       | 1         |
| Azerbaijan | 3       | 1         |
| Moldova    | 2       | 1         |
| Uzbekistan | 1       | 2         |
| Georgia    | 1       | 1         |
| Letonia    |         | 4         |
| Belarus    |         | 3         |
| Kazahstan  |         | 2         |
| Lituania   |         | 1         |

## Topul marcatorilor All-Time
| Rank | Player                                                                | Goals |
| ---- | --------------------------------------------------------------------- | ----- |
| 1    | Vladimir Beschastnykh (Spartak Moscova)                               | 20    |
| 2    | Yegor Titov (Spartak Moscova)                                         | 18    |
| 3    | Valeri Kechinov (Pakhtakor Tashkent & Spartak Moscova)                | 17    |
| *    | Mikhail Mikholap (FC Skonto Rīga)                                     | 17    |
| 5    | Mikhail Kavelashvili (FC Dinamo Tbilisi & Spartak-Alania Vladikavkaz) | 14    |
| *    | Luis Robson (Spartak Moscova)                                         | 14    |
| 7    | Andrei Tikhonov (Spartak Moscova)                                     | 13    |
| 8    | Valentin Belkevich (FC Dinamo Minsk & FC Dinamo Kiev)                 | 12    |
| *    | Andriy Shevchenko (FC Dinamo Kiev)                                    | 12    |
| 10   | Gela Inalishvili (FC Dinamo Tbilisi)                                  | 11    |
| *    | Anatoliy Kanischev (Spartak-Alania Vladikavkaz & Spartak Moscova)     | 11    |
| *    | Mihails Zemļinskis (FC Skonto Rīga)                                   | 11    |

## Top golgheterilor după an
| Poziție | Jucător | Goluri |
| ------- | --- | ------ |
| 1993    | Shota Arveladze (FC Dinamo Tbilisi) | 5      |
| 1994    | Vladimir Beschastnykh (Spartak Moscova) | 10     |
| 1995    | Ilia Tsymbalar (Spartak Moscova) | 6      |
| 1996    | Uladzimir Makowski (FC Dinamo Minsk) | 5      |
| 1997    | Andrey Tikhonov (Spartak Moscova) , Andriy Shevchenko (Dinamo Kiev) | 6      |
| 1998    | Anatoliy Kanischev (Spartak Moscova) | 8      |
| 1999    | Mihails Miholaps (Skonto Riga) | 7      |
| 2000    | Vladimirs Koļesņičenko (Skonto Riga) , Luis Robson (Spartak Moscova) , Yegor Titov (Spartak Moscova)                                                                          | 5      |
| 2001    | Mikheil Ashvetia (FC Torpedo Kutaisi) , Jafar Irismetov (Spartak Moscova) , Marcão (Spartak Moscova) , Valery Strypeykis (FC Slavia Mozyr) , Raman Vasilyuk (FC Slavia Mozyr) | 4      |
| 2002    | Vladimir Beschastnykh (Spartak Moscova) | 7      |
| 2003    | Cristian Tudor (Sheriff Tiraspol) | 9      |
| 2004    | Vitaly Daraselia Jr. (FC Dinamo Tbilisi) | 6      |
| 2005    | Giorgi Adamia (Neftchi Baku) | 6      |
| 2006    | Evhen Seleznyov (FC Shakhtar Donetsk) | 5      |
| 2007    | Server Djeperov (FC Pakhtakor Tashkent) , Vitali Rodionov (FC BATE) | 4      |
| 2008    | Uladzimir Yurchanka (Zenit Saint Petersburg) | 4      |
| 2009    | Ibrahim Rabimov (Regar-TadAZ Tursunzoda) , Vīts Rimkus (FK Ventspils) , Alexandr Erokhin (Sheriff Tiraspol)                                                                   | 4      |
| 2010    | Emil Kenzhesariev (FC Aktobe) | 6      |
| 2011    | Ģirts Karlsons (FC Inter Baku) | 6      |
| 2012    | Sardar Azmoun (Iran U20) | 8      |
| 2013    | Andrei Panyukov (Rusia U21) , Yuriy Yakovenko (Ucraina U21) | 4      |

## Recorduri
- Cea mai mare victorie în turneu a avut loc în 1998, când Spartak Moscova (Rusia) a câștigat-o pe Vakhsh Qurghonteppa (Tadjikistan) cu scorul de 19-0.[1][7]
- Jucătorul cu cele mai multe apariții în turneu e Mihails Zemļinskis de la FC Skonto Riga care a bifat 46 de prezențe în competiție.[1]
- Recordul pentru cele mai multe titluri câștigate de un jucător este împărțit de Oleksandr Holovko de la Dinamo Kiev și Dmitri Hlestov de la Spartak Moscova, ambii având la activa câte 4.[1]
- Cele mai multe câștigări consecutive ale turneului - 3 ori: record împărțit de

Spartak Moscova (Rusia, (de două ori realizând asta, în 1993, 1994, 1995, și a doua oară în 1999, 2000, 2001)
Dinamo Kiev (Ucraina (1996, 1997, 1998)